# Cathassach I mac Lurggéne
Cathassach I mac Lurggéne (zm. 668 r.) – król ludu Cruithni na terenie irlandzkiego Ulaidu (Ulster) od ok. 645 r. do swej śmierci. Syn Fiachny II Lurgana mac Báetáin (zm. 626 r.), króla Dál nAraidi i Ulaidu. Należał do Uí Chóelbad, głównej panującej dynastii Dál nAraidi z siedzibą w Mag Line, na wschód od miasta Antrim w ob. hrabstwie Antrim. W VI i VII w. królestwo Dál nAraidi było częścią konfederacji plemion Cruithni na terenie krainy Ulaid. W 668 r. Cathassach wziął udział w wojnie z Ulaidem (Dál Fiatach), wówczas rządzonym przez Blathmaca mac Máele Coba (zm. 670 r.). Zginął w bitwie pod Fertais (koło Belfastu).